# Meszek
Meszek, Meszech, Mosoch (hebr. משך) – postać starotestamentowa z Księgi Rodzaju, jeden z synów Jafeta (Rdz 10,2). W Księdze Ezechiela pojawia się jako nazwa ludu mieszkającego na północy (Ez 27,13 i 32,26) oraz kraju pod panowaniem Goga (Ez 32,2-3 i 39,1). Imię Meszeka wiązane jest ze wzmiankowanym w źródłach asyryjskich plemieniem Muszku, przypuszczalnie identycznym z Frygami. Józef Flawiusz uważał go za przodka mieszkańców Kapadocji.
W źródłach renesansowych (Bernard Wapowski, za nim Marcin Bielski i Maciej Stryjkowski) imię Mosocha powiązano z nazwą Moskwy i uczyniono z niego protoplastę Rusinów lub nawet wszystkich Słowian.